# فرودگاه تسوشیما
فرودگاه تسوشیما (به انگلیسی: Tsushima Airport) یک فرودگاه همگانی با کد یاتا TSJ است که یک باند فرود آسفالت بتن دارد و طول باند آن ۱۹۰۰ متر است. این فرودگاه در شهر تسوشیما کشور ژاپن قرار دارد.

## شرکت‌های هواپیمایی و مقصدهای پروازی
| شرکت‌های هواپیمایی                      | مقصدهای پروازی |
| -------------------------------------- | -------------- |
| آل نیپون ایرویز اجرا توسط ای‌ان‌ای وینگز | فوکوئوکا       |
| اورینتال ایر بریج                      | ناگازاکی       |